# Шуляк білоголовий
Шуля́к білоголовий (Leptodon forbesi) — вид яструбоподібних птахів родини яструбових (Accipitridae). Ендемік Бразилії. Вид названий на честь британського зоолога Вільяма Александера Форбса.

## Опис
Каєнський шуляк — хижий птах, середня довжина якого становить 49-50 см, а вага 550-580 г. Голова і шия білі, верхня частина тіла чорнувата, нижня частина тіла біла. Краї крил і нижні покривні пера крил білі, на плечах і кінчиких другорядних махових пер можуть бути білі плямки. На відносно довгому, округлому хвості 1-2 темні смуги.

## Поширення і екологія
Білоголові шуляки мешкають на північному сході Бразилії, в штатах Пернамбуку, Алагоас, Параїба і Сержипі, можливо, також в Баїї. Вони живуть у вологих рівнинних атлантичних лісах на висоті 600 м над рівнем моря. Імовірно, живляться комахами, іншими безхребетними яйцями і дрібними хребетними.

## Збереження
МСОП класифікує цей вид як такий, що перебуває під загрозою зникнення. За оцінками дослідників, популяція білоголових шуляків становить від 250 до 1000 дорослих птахів. Їм загрожує знищення природного середовища.